# Hoja de Ruta para la Paz

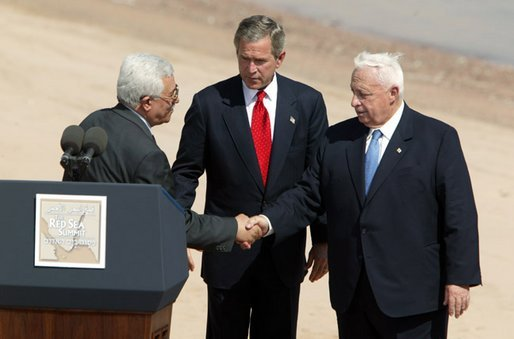
El presidente palestino Mahmoud Abbas, el presidente estadounidense George W. Bush y el primer ministro israelí Ariel Sharon tras la declaración de prensa al finalizar la Cumbre del Mar Rojo (Aqaba, Jordania, 4 de junio de 2003)

El 30 de abril de 2003, el Cuarteto de Madrid, constituido por Estados Unidos, la Unión Europea, Rusia y las Naciones Unidas, presentó una Hoja de Ruta para la Paz (en hebreo: מפת הדרכים Mapa had'rakhim, en árabe: خارطة طريق السلام Khāriṭa ṭarīq as-salāmu) con el fin de acabar con el conflicto entre Israel y Palestina y crear un Estado de Palestina independiente y soberano, para lo que fijó como plazo máximo el año 2005. Los principios básicos del plan fueron diseñados originalmente por Donald Blome, funcionario del Departamento de Estado de los Estados Unidos, y se presentaron por primera vez en público en un discurso de George W. Bush el 24 de junio de 2002, en el que pedía la creación de un Estado de Palestina independiente que viva en paz con Israel. Un boceto de la administración Bush fue publicado el 14 de noviembre de 2002. El texto definitivo apareció el 30 de abril de 2003. El proceso alcanzó un punto muerto en su primera fase y el plan nunca llegó a implementarse.
La Hoja de Ruta para la Paz estaba dividida en 3 fases delimitadas por fechas. La primera fase establece las bases para alcanzar la paz entre ambos países y plantea la creación de instituciones palestinas hasta mediados de 2003. La segunda fase establece la retirada de las fuerzas israelíes de los territorios reocupados por Israel desde septiembre de 2000, el desmantelamiento de organizaciones terroristas y la consolidación de las instituciones palestinas hasta finales de 2003. La tercera fase instaura las bases para un acuerdo de estatus permanente y la conclusión definitiva del conflicto antes del año 2005.
Por su parte, el Cuarteto se comprometió a llevar a cabo reuniones periódicas con el fin de evaluar la implicación de ambas partes en su aplicación del Plan. En junio de 2003, el presidente de la Autoridad Nacional Palestina Mahmoud Abbas, el presidente de los Estados Unidos George W. Bush y el primer ministro de Israel Ariel Sharon celebraron una reunión en la ciudad jordana de Aqaba en la que dieron su visto bueno a la puesta en funcionamiento de la Hoja de ruta. Seis meses más tarde nació como complemento el Acuerdo de Ginebra, centrado en la repartición de Jerusalén y los asuntos relacionados con las fronteras. El 19 de noviembre, tras casi 7 meses de su presentación, la ONU decidió adoptar como propia la Hoja de ruta por el escaso apoyo recibido por parte de Israel y Palestina, para lo cual formuló la resolución 1515 del Consejo de Seguridad de las Naciones Unidas, en la que demanda la colaboración de ambas partes con el fin de encontrar una solución al conflicto.

## Contexto

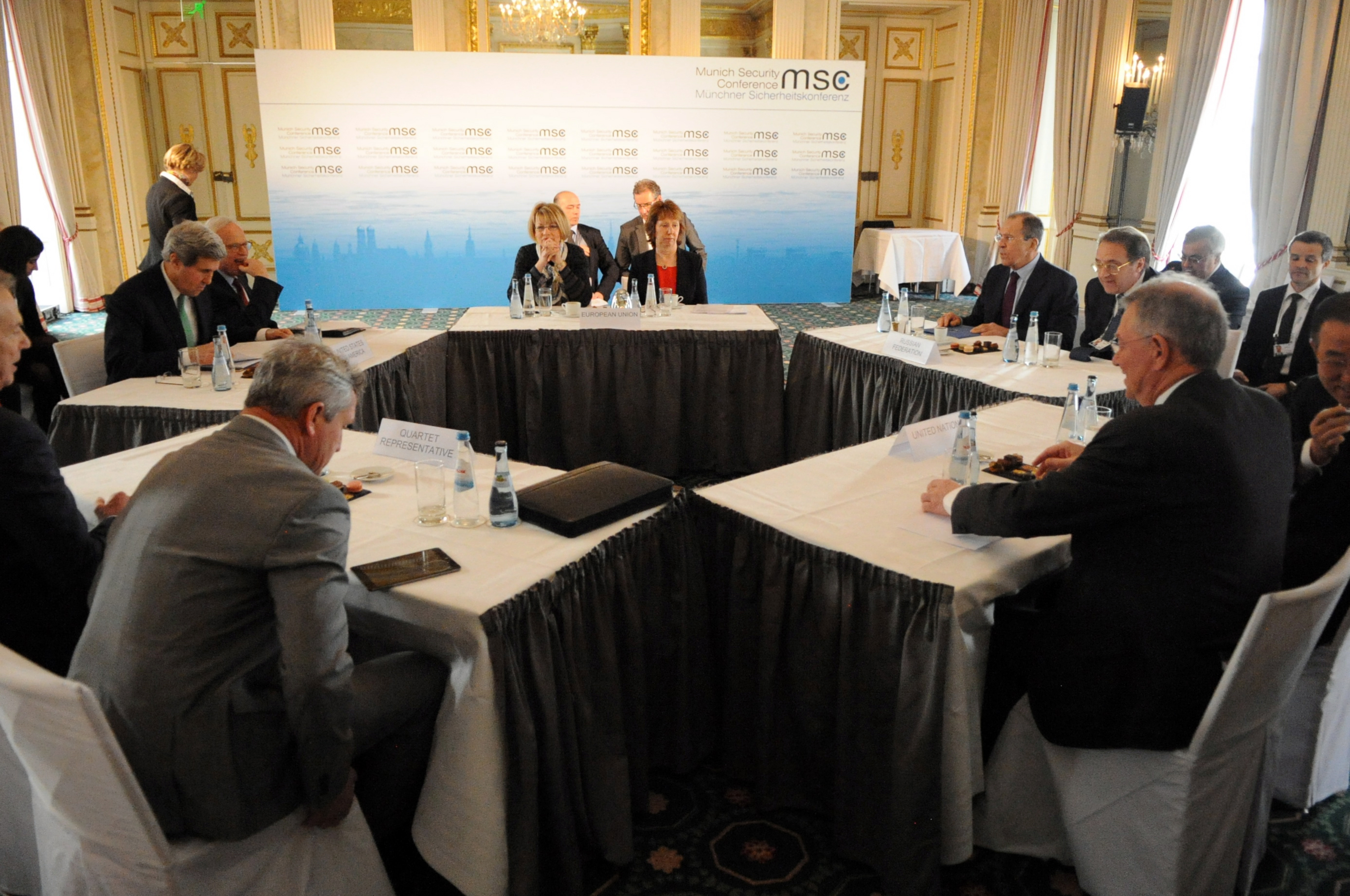
Reunión de los miembros del Cuarteto de Madrid (2014).

El Cuarteto se formó en 2002 con el objetivo de acabar con el círculo de violencia y desesperación iniciado con el estallido de la Segunda Intifada contra la ocupación israelí de Cisjordania y la Franja de Gaza, seguida de la represión por parte del gobierno de Ariel Sharón. El año 2002 fue uno de los más sangrientos de la historia del conflicto palestino-israelí. Tan solo en marzo de ese año murieron 230 palestinos y 116 israelíes en diversas acciones de ataque y represalia. El 27 de marzo de 2002, un atentado suicida palestino mató a 30 civiles israelíes en un hotel de Netanya, lo que pasó a conocerse como la masacre de la Pascua Judía. Israel lanzó entonces una gran operación militar en toda Cisjordania, denominada Escudo Defensivo, que destruyó prácticamente por completo las infraestructuras y la administración pública palestinas. El ejército israelí volvió a ocupar la totalidad de Cisjordania y a imponer la ley marcial sobre sus habitantes, incluido en las áreas A y B que, según los Acuerdos de Oslo, habían de estar gestionadas por la Autoridad Nacional Palestina. El ejército israelí destruyó también la Muqataa, el complejo presidencial de Yaser Arafat en Ramala, y estableció un sitio sobre dicho edificio. La ONU calcula que 497 palestinos murieron en el curso de la operación Escudo Defensivo.
En este contexto, el 24 de junio de 2002, el presidente de los Estados Unidos, George W. Bush, manifestó en un discurso la necesidad de llegar a un acuerdo amplio y definitivo que acabase con el conflicto palestino-israelí, en consonancia con las resoluciones 1397, 242 y 338 del Consejo de Seguridad de las Naciones Unidas, y pidió el cese inmediato de la violencia, la aplicación del plan de trabajo Tenet y las recomendaciones del informe Mitchell. Así mismo, el 16 de julio y el 17 de septiembre de ese mismo año, Rusia, la ONU y la Unión Europea ratificaron esta idea en las declaraciones ministeriales del Cuarteto.

## Desarrollo del plan
La Hoja de Ruta para la Paz está basada en un discurso que el presidente de los Estados Unidos George W. Bush dio el 24 de junio de 2002. Un primer boceto realizado por la Unión Europea en septiembre de 2002 se vio relegado por un boceto estadounidense algo posterior. El boceto de la administración Bush vio la luz el 14 de noviembre de 2002. La Unión Europea animó al Cuarteto para que presentase un texto definitivo el 20 de diciembre de 2002, pero no lo consiguió debido a la oposición de Israel. El plan vio la luz el 30 de abril de 2003, solo después de que Ariel Sharon hubiese sido reelegido como primer ministro israelí, Mahmoud Abbas hubiese sido nominado como primer ministro palestino y de que hubiese tomado posesión un nuevo gobierno palestino. Su publicación coincidió con el final de la fase de invasión de la Guerra de Irak. George W. Bush dejó claro en unas declaraciones públicas que el plan había sido desarrollado por los Estados Unidos, no por el Cuarteto.

## El plan
El plan fue descrito como una "hoja de ruta basada en los hechos y dirigida por objetivos" y consta de una serie de objetivos que no entran en detalles. En resumen, trata sobre el fin de la violencia, la detención de la construcción de asentamientos, la aceptación del derecho de Israel a existir, el establecimiento de un Estado de Palestina soberano y viable, y la obtención de un acuerdo definitivo sobre todos los asuntos clave para 2005. Sin embargo, dado que era un plan basado en el desarrollo de los objetivos, su progreso dependía de la buena fe y los esfuerzos de ambas partes, así como del cumplimiento de cada una de las obligaciones que el Cuarteto había introducido en el plan. Esta característica diferenciaba la Hoja de Ruta del resto de planes de paz precedentes, dado que carecía un calendario poco realista para alcanzar el objetivo final del establecimiento del Estado de Palestina. 
La Hoja de Ruta consta de tres fases: I. Satisfacer las condiciones previas necesarias para un Estado de Palestina; II. Crear un Estado de Palestina independiente con fronteras "provisionales"; III. Negociaciones sobre un acuerdo definitivo, reconocimiento del Estado de Palestina con fronteras "definitivas" y fin del conflicto. 

### Fase I
“Acabar con el terror y la violencia, normalizar la vida palestina y construir las instituciones palestinas. Desde ahora hasta mayo de 2003. En la Fase I, los palestinos emprenden inmediatamente un cese incondicional de la violencia, de acuerdo con las etapas trazadas más abajo. Dicha acción debe ir acompañada de medidas de apoyo por parte de Israel. Los palestinos y los israelíes reanudan la cooperación en materia de seguridad, basada en el plan de trabajo de Tenet para acabar con la violencia, el terrorismo y la incitación, a través de unos servicios palestinos de seguridad reestructurados y eficaces. Los palestinos emprenden una amplia reforma política como preparación para la condición de Estado, que incluye un borrador de constitución palestina y unas elecciones libres, justas y abiertas basadas en dichas medidas. Israel toma todas las medidas necesarias para ayudar a normalizar la vida palestina. Israel se retira de las zonas palestinas ocupadas desde el 28 de septiembre de 2000 y ambas partes restablecen el statu quo que existía en aquel momento, mientras avanzan la cooperación y los resultados en materia de seguridad. Asimismo, Israel paraliza toda la actividad de los asentamientos, de acuerdo con lo establecido en el informe Mitchell."

#### Inicio de la Fase I
"La dirección palestina emite una declaración inequívoca que reitere el derecho de Israel a existir en paz y seguridad y reclame un alto el fuego inmediato e incondicional para acabar con la actividad armada y todos los actos de violencia contra los israelíes en cualquier lugar. Todas las instituciones oficiales palestinas abandonan las incitaciones contra Israel.

"La dirección israelí emite una declaración inequívoca que reafirme su compromiso con la idea de los dos Estados, un Estado palestino independiente, viable y soberano que viva en paz y seguridad al lado de Israel, tal como expresó el presidente Bush, y reclame el fin inmediato de la violencia contra los palestinos en todas partes. Todas las instituciones oficiales israelíes abandonan las incitaciones contra los palestinos.

#### Seguridad
- "Los palestinos declaran el fin claro de la violencia y el terrorismo y emprenden esfuerzos visibles sobre el terreno para detener, desbaratar y contener a los grupos e individuos que llevan a cabo y planean agresiones violentas contra israelíes en cualquier lugar."
- "El aparato de seguridad de la Autoridad Palestina, reconstruido y redefinido, inicia operaciones continuas, concretas y eficaces, con el fin de enfrentarse a todos los que se dedican al terrorismo y desmantelar la infraestructura y la capacidad de actuación de los terroristas. Esto incluye confiscar las armas ilegales y consolidar la autoridad de los servicios de seguridad, liberados de cualquier asociación con el terror y la corrupción."
- "El Gobierno de Israel no lleva a cabo ninguna acción que produzca un menoscabo de confianza, incluidas las deportaciones, las agresiones a civiles, la confiscación o demolición de hogares y propiedades como medida de castigo o para posibilitar las construcciones israelíes, la destrucción de las instituciones e infraestructuras palestinas, y otras medidas especificadas en el plan de trabajo de Tenet."
- "El Cuarteto comienza una vigilancia informal, mediante el uso de los mecanismos y los recursos sobre el terreno actual, y consulta con las partes para instaurar y aplicar un mecanismo de vigilancia formal."
- "Comienza la aplicación, ya acordada, del plan de Estados Unidos para la reconstrucción, la formación y la cooperación en materia de seguridad, en colaboración con un comité de vigilancia externo (Estados Unidos, Egipto, Jordania). El Cuarteto apoya los esfuerzos para lograr un alto el fuego amplio y duradero."
- Todas las organizaciones palestinas de seguridad se consolidan en tres servicios que responden ante un ministro del Interior reforzado. Las fuerzas de seguridad palestinas, reestructuradas y entrenadas, y sus homólogos de las Fuerzas de Defensa israelíes, reanudan gradualmente la cooperación en materia de seguridad y otras actuaciones, en aplicación del plan de trabajo de Tenet, con reuniones periódicas de alto rango y la participación de responsables de seguridad de Estados Unidos."
- "Los Estados árabes interrumpen la financiación pública y privada a grupos que apoyen y lleven a cabo actos de violencia y terrorismo."
- "Todos los donantes que proporcionan ayuda presupuestaria a los palestinos canalizan sus fondos a través de la cuenta única del Ministerio de Finanzas palestino."
- "A medida que se producen avances en materia de seguridad, las Fuerzas de Defensa israelíes se retiran gradualmente de las zonas ocupadas desde el 28 de septiembre de 2000, y ambas partes restablecen el statu quo existente antes de esa fecha. Las fuerzas de seguridad palestinas ocupan las zonas abandonadas por las Fuerzas de Defensa israelíes.

#### Construcción de las instituciones palestinas
- "Acción inmediata en un proceso creíble de redacción de una constitución para el Estado palestino. Con la mayor rapidez posible, el comité constitucional hace circular, para comentario y debate público, un borrador de constitución palestina, nacido de una sólida democracia parlamentaria y un gabinete con un primer ministro reforzado. El comité constitucional propone el borrador del documento para que, después de las elecciones, se someta a la aprobación de las instituciones palestinas pertinentes."
- "Nombramiento de un primer ministro o gabinete provisional, con plena autoridad ejecutiva, o un organismo capaz de tomar decisiones."
- "El Gobierno de Israel facilita el movimiento de responsables políticos palestinos para las sesiones del Consejo Legislativo Palestino y el Gobierno, la formación en materia de seguridad bajo supervisión internacional, las actividades electorales y similares, y otras medidas relacionadas con los trabajos de reforma."
- "Nombramiento continuado de ministros palestinos dotados del poder de emprender reformas fundamentales. Aplicación de otras medidas para lograr una auténtica separación de poderes, incluida cualquier reforma legal palestina necesaria para ese fin."
- "Creación de una comisión electoral palestina independiente. El Consejo Legislativo Palestino examina y revisa la ley electoral."
- "Actuación palestina con arreglo a criterios judiciales, administrativos y económicos, según lo establecido en el Grupo de Trabajo Internacional sobre la Reforma Palestina."
- "En el plazo más breve posible, partiendo de las medidas mencionadas y en el contexto de un debate abierto y una selección de candidatos y campaña electoral transparente, basadas en un proceso libre de múltiples partidos, los palestinos celebran elecciones libres, abiertas y justas."
- "El Gobierno de Israel facilita la ayuda electoral del Grupo de Trabajo, la inscripción de votantes y el movimiento de candidatos y funcionarios votantes. Apoyo a las ONG que intervengan en el proceso electoral."
- "El Gobierno de Israel reabre la Cámara de Comercio palestina y otras instituciones cerradas en Jerusalén Este, basándose en el compromiso de que dichas instituciones actúen estrictamente con arreglo a acuerdos previamente alcanzados por las dos partes.

#### Reacción humanitaria
- "Israel toma medidas para mejorar los aspectos humanos de la situación. Israelíes y palestinos ponen plenamente en práctica las recomendaciones del informe Bertini para mejorar las condiciones humanitarias, con el levantamiento de los toques de queda y la relajación de las restricciones al movimiento de bienes y personas, así como el permiso para que haya un acceso total y seguro de los trabajadores internacionales y humanitarios."
- "El Comité de enlace ad hoc examina los aspectos humanos de la situación y las perspectivas de desarrollo económico en la Franja de Gaza y Cisjordania, y pone en marcha un gran esfuerzo de contribución de donantes, incluido el apoyo a los trabajos de reforma."
- "El Gobierno de Israel y la Autoridad Palestina continúan el proceso de autorización de ingresos y transferencia de fondos, incluidos los atrasos, con arreglo a un mecanismo de vigilancia transparente y acordado.

#### Sociedad civil
- "Apoyo continuado de los donantes, incluida una mayor financiación a través de las OPV y ONG, para programas de persona a persona, desarrollo del sector privado e iniciativas de la sociedad civil."

#### Asentamientos
- "El Gobierno de Israel desmantela de forma inmediata los asentamientos erigidos desde marzo de 2001, de acuerdo con el informe Mitchell."
- "El Gobierno de Israel paraliza toda la actividad de asentamientos (incluida su expansión natural).”

### Fase II
- “Fase de transición. En la segunda fase, los esfuerzos se centran en la opción de crear un Estado palestino con fronteras provisionales y atributos de soberanía, basado en la nueva constitución, como etapa previa hacia un acuerdo permanente. Como se ha dicho, este objetivo podrá alcanzarse cuando el pueblo palestino disponga de una dirección que actúe con decisión contra el terrorismo y tenga la voluntad y la capacidad de construir una democracia real basada en la tolerancia y la libertad. Con una dirección así y unas instituciones civiles y estructuras de seguridad reformadas, los palestinos tendrán el apoyo activo del Cuarteto y la comunidad internacional para establecer un Estado viable e independiente."
- "El paso a la Fase II se basará en la opinión consensuada del Cuarteto sobre si las condiciones son las adecuadas para seguir adelante, teniendo en cuenta la actuación de las dos partes. La Fase II sostiene y amplía los esfuerzos para normalizar la vida de los palestinos y construir sus instituciones; comienza después de las elecciones palestinas y termina con la posible creación de un Estado palestino con fronteras provisionales en 2003. Sus objetivos principales son la continuación de las actuaciones y una cooperación eficaz en materia de seguridad, la normalización de la vida palestina y la construcción de instituciones, el desarrollo y sostenimiento de los objetivos trazados en la Fase I, la ratificación de una constitución palestina democrática, el establecimiento oficial del cargo de primer ministro, la consolidación de la reforma política y la creación de un Estado palestino con fronteras provisionales."

#### Conferencia Internacional
- "Convocada por el Cuarteto, tras consultar con las partes e inmediatamente después de que se lleven a cabo las elecciones palestinas, con el fin de apoyar la recuperación económica palestina y poner en marcha un proceso que desemboque en la instauración de un Estado palestino con fronteras provisionales."
- "Sería una reunión de amplia participación, con el objetivo de alcanzar una paz generalizada en Oriente Próximo (que incluyera los conflictos entre Israel y Siria e Israel y Líbano) y basada en los principios descritos en el preámbulo al presente documento."
- "Los Estados árabes restablecen las relaciones con Israel anteriores a la Intifada (oficinas comerciales, etcétera)."
- "Reanudación de la cooperación multilateral en cuestiones como los recursos hidrológicos de la región, el desarrollo económico ecológico, los refugiados y el control de armamento."
- "Se completa la nueva constitución para un Estado palestino democrático e independiente y se somete a la aprobación de las instituciones palestinas competentes. Tras la aprobación, si es preciso, deberían realizarse nuevas elecciones."
- "Se establece formalmente un nuevo gabinete reformado y reforzado, con un primer ministro, conforme al proyecto de constitución. Continúan las grandes actuaciones en materia de seguridad, que incluyen la cooperación con arreglo a las bases sentadas en la Fase I. Creación de un Estado con fronteras provisionales mediante un proceso de compromiso palestino-israelí, lanzado por la conferencia internacional. Como parte de dicho proceso, aplicación de acuerdos anteriores para aumentar al máximo la contigüidad territorial, incluidas nuevas acciones respecto a los asentamientos en conjunción con el establecimiento de un Estado palestino dotado de fronteras provisionales."
- "Intensificación del papel internacional en la vigilancia de la transición, con el apoyo activo, permanente y práctico del Cuarteto."
- "Los miembros del Cuarteto promueven el reconocimiento internacional del Estado palestino, incluida la posible incorporación a Naciones Unidas.”

### Fase III
- “Acuerdo permanente y fin del conflicto palestino-israelí. El paso a la Fase III está basado en la opinión consensuada del Cuarteto y teniendo en cuenta las acciones de ambas partes y la supervisión del Cuarteto. Los objetivos de la Fase III son la consolidación de las reformas y la estabilización de las instituciones palestinas, la eficacia de las actuaciones palestinas en materia de seguridad y las negociaciones palestino-israelíes para lograr un acuerdo permanente de aquí a 2005.

#### Segunda Conferencia Internacional
- "Convocada por el Cuarteto, tras consultar con las partes, a principios de 2004, con el fin de refrendar el acuerdo alcanzado sobre el Estado con fronteras provisionales y poner formalmente en marcha un proceso con el apoyo activo, permanente y práctico del Cuarteto para lograr una resolución definitiva y permanente de aquí a 2005, que comprenda las fronteras, Jerusalén, los refugiados y los asentamientos; y para respaldar el avance hacia un acuerdo general en Oriente Próximo, entre Israel y Líbano e Israel y Siria, en el plazo más breve posible."
- "Amplio, real y permanente avance hacia los objetivos reformistas establecidos por el Grupo de Trabajo como preparación para el acuerdo definitivo."
- "Actuación permanente, sostenida y eficaz en materia de seguridad, y cooperación sostenida y eficaz en dicho ámbito, sobre las bases sentadas en la Fase I."
- "Esfuerzos internacionales para facilitar la reforma y estabilizar la economía y las instituciones palestinas, como preparación para el acuerdo definitivo."
- "Las partes logran un acuerdo amplio y definitivo que acaba con el conflicto palestino-israelí en 2005, mediante un pacto negociado entre las partes, basado en las resoluciones 242, 338 y 1397 del Consejo de Seguridad de las Naciones Unidas, que termina con la ocupación iniciada en 1967, comprende una solución acordada, justa y realista al problema de los refugiados e incluye una resolución negociada sobre el estatus de Jerusalén que tenga en cuenta las inquietudes políticas y religiosas de las dos partes y proteja los intereses religiosos de los judíos, cristianos y musulmanes de todo el mundo, además de hacer realidad la idea de dos Estados, Israel y una Palestina soberana, independiente, democrática y viable, capaces de vivir juntos en paz y seguridad."
- "Los Estados árabes aceptan unas relaciones plenamente normalizadas con Israel y se logra la seguridad para todos los Estados de la región, en el contexto de una paz árabe-israelí generalizada.”

## Reacción israelí

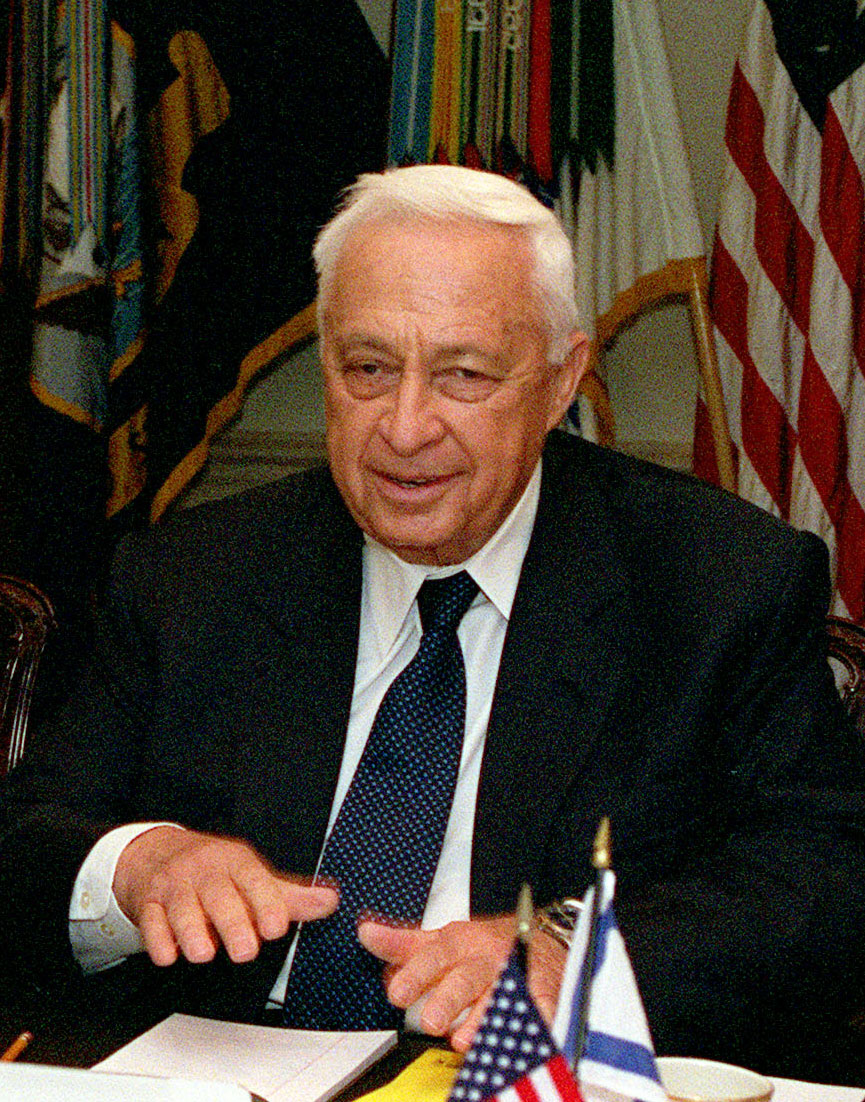
Ariel Sharon, primer ministro de Israel (2001-2006).

Mientras que el primer ministro palestino Mahmoud Abbas aceptó la Hoja de Ruta, los ministros de derechas del gobierno israelí se opusieron al plan. Sharon solo podría aceptar el plan con "cierto lenguaje ingenioso", por lo que su gobierno aceptó "los pasos establecidos en la Hoja de Ruta", aunque no la Hoja de Ruta propiamente dicha. El primer ministro israelí Ariel Sharon declaró su apoyo a la Hoja de Ruta siempre y cuando el Estado de Palestina quedase restringido al 42% de Cisjordania y al 70% de la Franja de Gaza, y todo ello bajo pleno control israelí. Israel rechazó de plano la división de Jerusalén y el derecho de retorno de los refugiados palestinos, además de exigir más de cien modificaciones de la Hoja de Ruta. El 12 de mayo de 2003, la BBC informaba de que Ariel Sharon había afirmado que la detención de la construcción de asentamientos, uno de los compromisos primordiales de la Hoja de Ruta, sería "imposible" debido a la necesidad de construir nuevas casas para colonos que creasen nuevas familias. Ariel Sharon le preguntó al entonces Secretario de Estado de los Estados Unidos Colin Powell: "¿"Qué quieres, que una mujer embarazada aborte solo porque es una colona?".
El 25 de mayo de 2003, el gabinete del primer ministro aprobó la Hoja de Ruta con 14 condiciones, que incluían:
1. Con respecto a los palestinos
  1. Los palestinos desmantelarán los cuerpos de seguridad (de la Autoridad Nacional Palestina) y reformarán sus estructuras.
  2. Los palestinos deben detener la violencia y la incitación al odio, y educar para la paz.
  3. Los palestinos deben completar el desmantelamiento de Hamás y de otros grupos de milicianos junto con su infraestructura, así como recoger y destruir todas las armas ilegales.
  4. No se realizará ningún progreso hacia la Fase II hasta que se cumplan las condiciones citadas anteriormente.
  5. (A diferencia de los palestinos) Israel no está obligada a detener la violencia y la incitación al odio contra la otra parte, conforme con la Hoja de Ruta.
2. No se realizará progreso alguno de la siguiente fase hasta que se complete el fin de los ataques terroristas, la violencia y la incitación al odio. No habrá calendarios para desarrollar la Hoja de Ruta.
3. Se sustituirá y se reformará el liderazgo actual de la Autoridad Nacional Palestina (incluido Yasser Arafat). En caso contrario, no habrá progresos hacia la Fase II.
4. El proceso será vigilado por los Estados Unidos (no por el Cuarteto).
5. El carácter del Estado de Palestina provisional quedará determinado a través de negociaciones. El Estado provisional estará desmilitarizado, con fronteras provisionales y "ciertos aspectos de soberanía", y sujeto al control israelí de la entrada y salida de todas las personas y mercancías, además de su espacio aéreo y de su espectro electromagnético (radio, televisión, internet, radar, etc.).
6. Se declarará el derecho de Israel a existir como un Estado judío, y se renunciará a cualquier tipo de derecho de retorno de los refugiados palestinos a Israel.
7. El final del proceso significará no solo el final del conflicto sino también de toda reclamación.
8. El acuerdo definitivo se alcanzará a través de negociaciones directas entre las dos partes.
9. Antes de las negociaciones para el acuerdo definitivo (es decir, de la Fase III), no se debatirá sobre asentamientos, Jerusalén o fronteras. Tan solo se podrá debatir sobre una hipotética detención de la construcción de asentamientos o sobre los asentamientos ilegales.
10. No se tomarán como referencia otras resoluciones que no sean las provisiones clave de las resoluciones 242 y 338 del Consejo de Seguridad de las Naciones Unidas. No se tomarán como referencia otras iniciativas de paz (no queda claro si en este punto se incluyen los Acuerdos de Oslo).
11. Se reformarán las instituciones palestinas y la Autoridad Nacional Palestina, se creará una constitución provisional y se renovará la cooperación con Israel.
12. La retirada a las líneas de septiembre de 2000 quedará condicionada a la consecución del punto 1, es decir, a una situación de calma total.
13. Israel no estará sujeta al Informe Bertini con respecto a la mejora de las condiciones humanitarias de los palestinos.
14. Los demás países árabes también deberán condenar la violencia y la incitación contra Israel. No se establecerá vínculo alguno entre las negociaciones con Palestina y las que pudieran desarrollarse con otras partes (Siria o Líbano).

### Validez de las condiciones
En principio, la Hoja de Ruta había sido propuesta para su aceptación "tal cual", sin posibilidad de modificaciones. Sin embargo, la declaración del gobierno israelí del 25 de mayo de 2003 parecía dejar claro que Israel consideraba sus condiciones como parte de la propia Hoja de Ruta: 
"El gobierno de Israel reafirma el anuncio del Primer Ministro y concluye que todos los comentarios de Israel, tal y como aparecen en la declaración de la administración, se implementarán por completo durante la fase de implementación de la Hoja de Ruta". 
Además, el gobierno israelí descartó definitivamente el derecho de retorno: 
"El gobierno de Israel aclara además que, tanto durante como después del proceso político, la resolución del asunto de los refugiados no incluirá su entrada o su asentamiento dentro del Estado de Israel".
Sin embargo, un funcionario de la administración estadounidense declaró que el apoyo de su país no significaba que todas las exigencias de Israel fuesen a ser aceptadas. El líder palestino Mahmoud Abbas definió las condiciones israelíes a la Hoja de Ruta como "no son parte de de la Hoja de Ruta (...) no son importantes para su implementación, y (...) no son aceptables para los palestinos".

## Comienzo y punto muerto

### Reestructuración del gobierno palestino

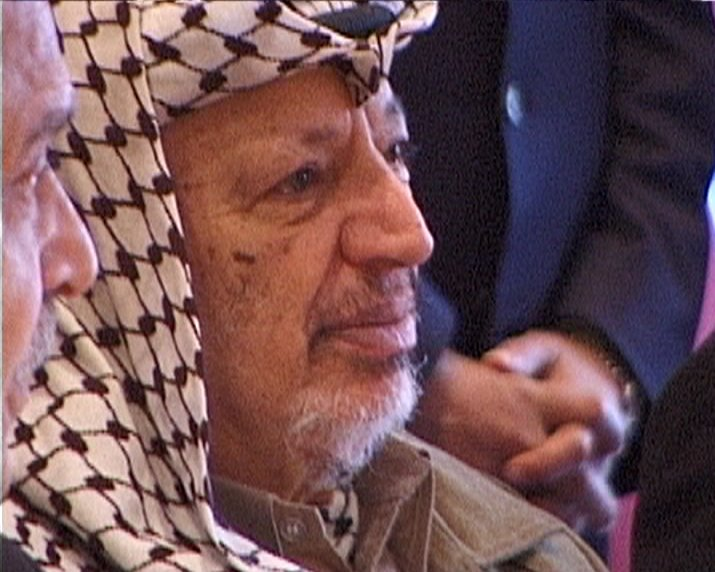
Yasser Arafat, presidente de la Autoridad Nacional Palestina (1994-2004).

El primer paso de la Hoja de Ruta era el nombramiento del primer primer ministro palestino de la historia, Mahmoud Abbas (también conocido como Abu Mazen) por parte del presidente palestino Yasser Arafat. Tanto Estados Unidos como Israel exigieron que Arafat fuese apartado o neutralizado en el proceso de la Hoja de Ruta, acusándole de no haber hecho lo suficiente para detener los ataques palestinos contra israelíes que tuvieron lugar bajo su mandato. Los Estados Unidos se negaron a publicar la Hoja de Ruta hasta que hubiese un primer ministro palestino en el cargo. Abbas tomó posesión el 19 de marzo de 2003, lo que allanaba el camino para la publicación de los detalles de la Hoja de Ruta el 30 de abril de 2003. 

### Continúan las hostilidades
La violencia de la Segunda Intifada no se detuvo por la publicación de la Hoja de Ruta. Tan solo en el mes de abril, un total de 59 palestinos y 6 israelíes (4 de ellos soldados) murieron como consecuencia de los enfrentamientos relacionados con esta revuelta. Hamás rechazó la Hoja de Ruta afirmando que "Abu Mazen está traicionando la lucha del pueblo palestino y su yihad con el fin de apaciguar a los Estados Unidos y de no enfadar a Israel". En mayo de 2003, 61 palestinos y 13 israelíes murieron a causa de la violencia. El 18 de mayo tuvo lugar un ataque suicida palestino que dejó 6 víctimas mortales, tras lo que el ejército israelí demolió 53 viviendas palestinas como represalia. El 27 de mayo, el primer ministro israelí Ariel Sharon declaró que la ocupación de los territorios palestinos era "algo terrible para Israel y para los palestinos" y que "no puede continuar para siempre". Las palabras elegidas por Sharon causaron una enorme sorpresa en Israel que le obligó a aclarar que con "ocupación" se refería al control del millones de palestinos y no a la propia ocupación física de la tierra. El 20 de junio, mientras Colin Powell se encontraba en Jerusalén para tomar parte en las negociaciones, miembros de Hamás emboscaron a un coche que viajaba en dirección a Jerusalén y mataron a uno de sus ocupantes, hiriendo a los otros tres. Al día siguiente, en Hebrón, un equipo de policías israelíes disfrazados de trabajadores palestinos mató a tiros a Abbedullah Qawasmeh cuando este salía de una mezquita. Este asesinato fue condenado internacionalmente y Colin Powell, Secretario de Estado de los Estados Unidos, declaró que era un acto innecesario y que suponía “un posible impedimento para el progreso” hacia la paz.

### Cumbres

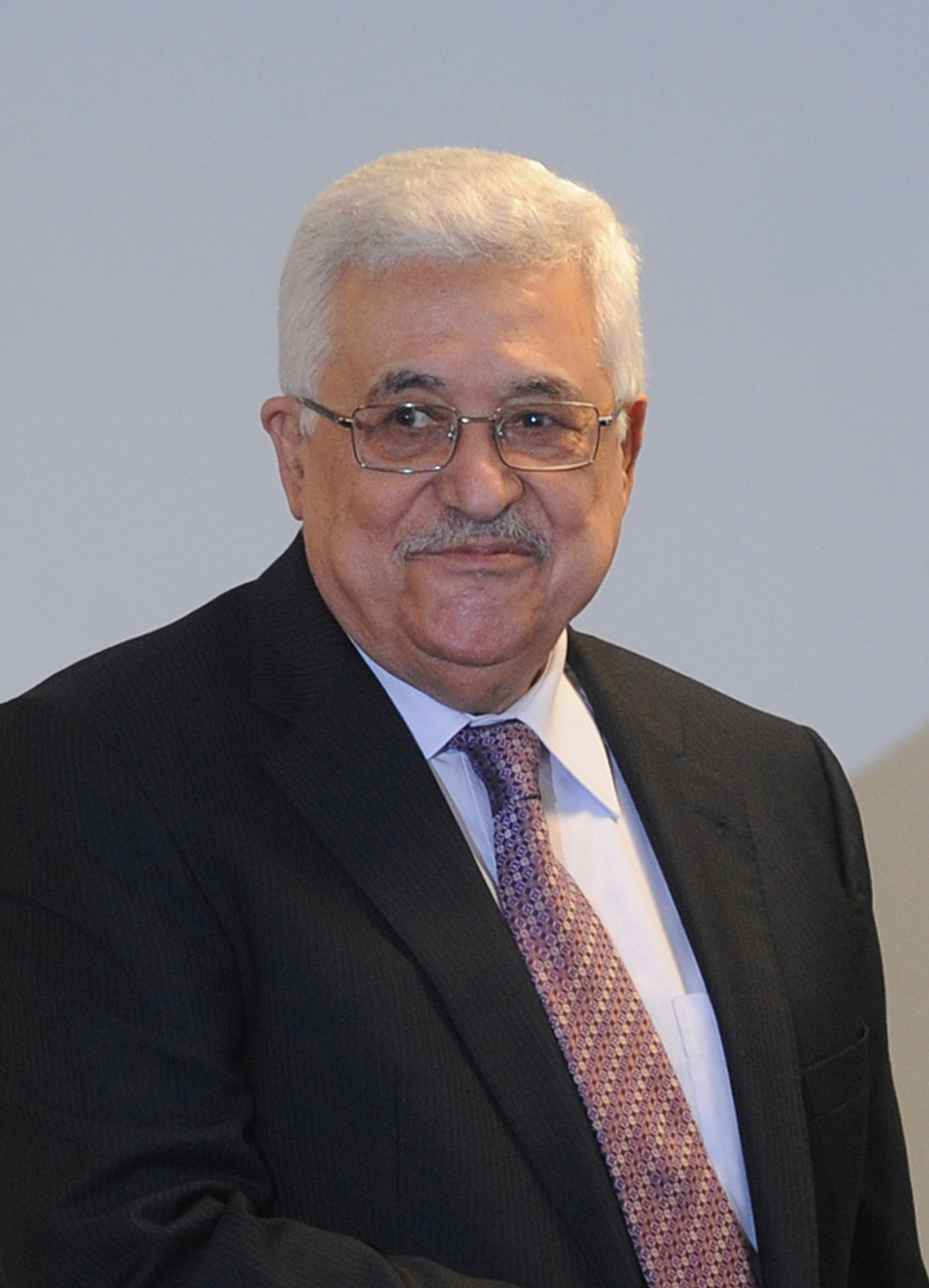
Mahmoud Abbas, primer ministro de la Autoridad Nacional Palestina (2003).

Como parte de su viaje de siete días por Europa y Rusia, George W. Bush visitó Oriente Medio entre el 2 y el 4 de junio de 2003 para asistir a dos cumbres en un intento de impulsar la Hoja de Ruta. El 2 de junio, Israel liberó a unos 100 presos palestinos como gesto de buena voluntad antes de la primera cumbre en Egipto. La mayoría de estos presos habían sido detenidos por delitos administrativos y ya estaban a punto de ser liberados. Las siguientes liberaciones de presos implicaban a miembros de Hamás y de la Yihad Islámica, pero el gobierno insistió en que los que liberase no tendrían "sangre (israelí) en sus manos". En Egipto, el 3 de junio, Bush se reunió con los líderes de Egipto, Arabia Saudí, Jordania y Baréin, así como con el primer ministro palestino Mahmoud Abbas. Los líderes árabes anunciaron su apoyo a la Hoja de Ruta y se comprometieron a cortar la financiación a organizaciones terroristas. El 4 de junio, Bush se dirigió a Jordania para reunirse directamente con Ariel Sharon y Mahmoud Abbas. La violencia volvió tan pronto como Bush se marchó de la zona, amenazando con hacer descarrilar la Hora de Ruta.

### Hudna
El 29 de junio de 2003, la Autoridad Nacional Palestina y cuatro de los más importantes grupos palestinos declararon una tentativa de alto el fuego unilateral (conocido como hudna en árabe). La Yihad Islámica palestina y Hamás anunciaron un alto el fuego conjunto de tres meses, mientras que el partido Fatah de Yasser Arafat declaró una tregua de seis meses. Al alto el fuego se unió posteriormente el Frente Democrático por la Liberación de Palestina. Una de las condiciones declaradas para el mantenimiento de la tregua era la liberación de presos de las cárceles israelíes, algo que no aparecía en la Hoja de Ruta. El anuncio coincidió con la visita a la región de la Consejera de Seguridad Nacional de los Estados Unidos, Condoleezza Rice. 
El 1 de julio de 2003, en Jerusalén, Sharon y Abbas participaron en la primera ceremonia de apertura de negociaciones de la historia, televisada en directo tanto en árabe como en hebreo. Ambos líderes declararon que la violencia había durado demasiado y que se comprometían a seguir la Hoja de Ruta para la Paz. El 2 de julio, las tropas israelíes se retiraron de Belén y transfirieron el control de seguridad de esta ciudad a las fuerzas de seguridad palestinas de acuerdo con lo exigido por el plan, que también demandada de las fuerzas palestinas que luchasen por detener todo ataque de los milicianos palestinos contra Israel. A su vez, Estados Unidos anunció un paquete de ayudas de 30 millones de dólares a la Autoridad Nacional Palestina para colaborar con la reconstrucción de la infraestructura destruida por las incursiones israelíes. 
En general, la tregua se mantuvo con éxito durante su primer mes en vigor, puesto que en julio de 2003 tan solo se registraron 4 víctimas palestinas y 2 israelíes como consecuencia de actos de violencia relacionados con la Segunda Intifada. Sin embargo, la hudna no duró mucho más allá. El 3 de julio, el ejército israelí mató a dos civiles palestinos. Durante una incursión para detener a miembros de Hamás, un intercambio de disparos causó la muerte de dos supuestos miembros de Hamás y un soldado israelí. El 25 de julio, un tanque israelí disparó sobre un vehículo palestino que esperaba para cruzar un puesto de control, causando la muerte de un niño de 3 años. El 3 de agosto, otro palestino fue abatido por la policía de fronteras israelí de un disparo en la cabeza, mientras que otro joven palestino murió por los disparos de los soldados israelíes que lo perseguían al día siguiente. El 8 de agosto, una incursión israelí en el campamento de refugiados de Askar dejó un saldo de tres palestinos (dos milicianos y un civil) y un soldado israelí muertos. Hamás respondió con un atentado suicida el 12 de agosto que mató a un civil israelí. Fatah reclamó la autoría de un segundo atentado suicida ese mismo día que también mató a un ciudadano israelí. A pesar de esta violación de facto de la hudna, Hamás declaró que el alto el fuego seguiría en vigor. 
Las hostilidades fueron a más. El ejército israelí mató al miembro de la Yihad Islámica Muhammad Seeder el 14 de agosto de 2003, cuando se negó a entregarse y bombardearon su casa con misiles. El 19 de agosto, la respuesta coordinada de Hamás y la Yihad islámica fue devastadora, con una bomba en un autobús que mató a 23 israelíes (entre ellos, 7 niños) e hirió a 136 más. Israel reaccionó entonces causando una gran devastación en los centros de población palestinos. El 20 de agosto, tropas israelíes mataron a un chico palestino de 15 años mientras jugaba a las cartas en su casa de Tulkarem, y al día siguiente Israel asesinaba al líder de Hamás Ismail Abu Shanab, considerado uno de los líderes más moderados y pragmáticos del grupo islamista, radicalmente contrario a los atentados suicidas y partidario del alto el fuego y de la solución de dos Estados. El misil que mató a Shanab, disparado desde un helicóptero israelí, mató también a sus dos guardaespaldas y a un anciano de 74 años. El 22 de agosto, el cuerpo de Khaled Amin Muhammad a-Nimroti, buscado por Israel, apareció sin vida y con signos de extrema violencia. Otros cuatro miembros de Hamás murieron por un misil israelí en la ciudad de Gaza dos días después, y el 26 de agosto Israel llevó a cabo el asesinato selectivo de Khaled Masud, en el que también murieron una niña de 9 años, un chico de 16 y un anciano de 74 que caminaban por la zona donde impactó el misil israelí. Los asesinatos de Seeder y Shanab ocasionaron la cancelación del alto el fuego por parte de Hamás. Israel recibió entonces una creciente condena internacional por la extendida creencia de que no tenía interés en respetar la tregua.

### Punto muerto
En noviembre de 2003, el Consejo de Seguridad de las Naciones Unidas hizo suya la Hoja de Ruta para la Paz mediante la aprobación de la resolución 1515, que llamaba al fin de toda violencia, lo que abarcaba "terrorismo, provocación, incitación y destrucción". A finales de 2003, la Autoridad Nacional Palestina no había logrado detener el terrorismo palestino, mientras que Israel no se había retirado de las zonas palestinas reocupadas el 28 de septiembre de 2000 ni había congelado la expansión de los asentamientos. Por lo tanto, no se cumplieron los requisitos de la Fase I de la Hoja de Ruta, que desde entonces entró en un punto muerto. 

## Evolución en 2004
En 2004, el proceso de paz todavía se vio ensombrecido por la Segunda Intifada, caracterizada por la violencia de ambas partes. El de 2004 fue un año mucho más sangriento en cuanto al número de víctimas entre los palestinos, con 829 muertos, a la par que se redujo considerablemente el número de víctimas israelíes, con 108 víctimas mortales. De entre las víctimas israelíes, 40 eran militares, 15 eran colonos de asentamientos judíos en Cisjordania o la Franja de Gaza, y 53 eran civiles muertos en la propia Israel. En cuanto a las víctimas palestinas, algo más de la mitad eran civiles no relacionados con las hostilidades. La inmensa mayoría de las cuales murieron en suelo palestino, la ONG israelí B'Tselem calificó a 398 de ellos como "no participantes en las hostilidades", 368 como "participantes en las hostilidades", 38 fueron víctimas de asesinatos selectivos y otros 56 eran civiles muertos en el curso de estos asesinatos ocurridos a su alrededor, mientras que de 16 de ellos se desconoce si participaban en hostilidades o no.

### Plan unilateral de retirada de la Franja de Gaza

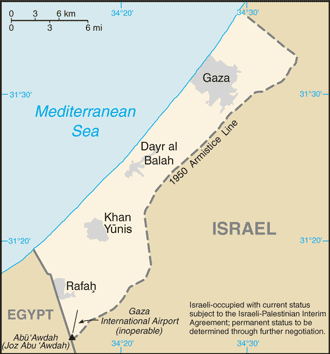
Mapa de la Franja de Gaza.

El 14 de abril de 2004, el primer ministro Ariel Sharon escribió una carta al presidente estadounidense George W. Bush para reafirmarle su compromiso con la Hoja de Ruta y para denunciar que, desde su punto de vista, la Autoridad Nacional Palestina no estaba cumpliendo con sus responsabilidades según la Hoja de Ruta. Afirmó que "no hay un socio palestino con quien avanzar pacíficamente hacia un acuerdo" y anunció su plan de retirada unilateral de la Franja de Gaza, que implicaría el desmantelamiento de todos los asentamientos israelíes de la Franja de Gaza y de cuatro asentamientos de Cisjordania. Sharon ya había sugerido algo parecido el 18 de diciembre de 2003 en la Cuarta Conferencia Herzliya.
Aunque no formaba parte de la Hoja de Ruta, Sharon decaró que su paso unilateral no era contrario a la misma. El presidente Bush dio su apoyo a la medida, a la que calificó de "una iniciativa valiente e histórica que puede hacer una importante contribución a la paz".

### Cambios en la postura estadounidense
Hasta 2004, la posición oficial de los Estados Unidos se había regido por el principio básico de que Israel debía volver a las líneas del armisticio de 1949 (conocidas como la Línea Verde) y que los cambios que afectasen a estas líneas deberían ser adoptados de mutuo acuerdo en negociaciones para un acuerdo de paz definitivo. La constante construcción de asentamientos israelíes en territorio palestino estaba sujeta a crítica, dado que influía en dichas negociaciones finales.
En su respuesta a la carta de Ariel Sharon del 14 de abril, Bush se distanció de este principio básico al afirmar que "a la luz de las nuevas realidades sobre el terreno, incluida la existencia de grandes centros de población israelíes, no es realista que el resultado de las negociaciones para un acuerdo de paz definitivo sea una completa retirada a las líneas de armisticio de 1949. (...) Lo realista es esperar que cualquier acuerdo definitivo se alcance sobre la base de cambios decididos de mutuo acuerdo que reflejen estas realidades".
En cuanto a los refugiados palestinos, Bush afirmó que "parece claro que un marco acordado, justo, equitativo y realista para una solución al problema de los refugiados palestinos como parte de cualquier acuerdo de paz definitivo tendrá que buscarse en el establecimiento de un Estado de Palestina y en el asentamiento de los refugiados palestinos allí en lugar de en Israel".
El contenido de esta carta se consideró como un éxito para Ariel Sharon, dado que Bush parecía aceptar la política israelí de hechos sobre el terreno y su punto de vista, que declara que el paso del tiempo y las nuevas realidades (es decir, los asentamientos israelíes en territorio palestino) liberaban a Israel de su obligación de retirarse a más o menos las líneas de 1967 a cambio de paz, reconocimiento y seguridad.
El 26 de mayo de 2005, en una conferencia de prensa conjunta con el primer ministro palestino Mahmoud Abbas en la Casa Blanca, el presidente Bush declaró: "Cualquier acuerdo de paz definitivo debe ser alcanzado entre las dos partes, y los cambios que afecten a las líneas de armisticio de 1949 deben ser adoptados de mutuo acuerdo. Una solución de dos Estados viable debe asegurar la contigüidad de Cisjordania, y un Estado formado por territorios dispersos no funcionará. Debe haber conexiones significativas entre Cisjordania y la Franja de Gaza. Esta es la posición de los Estados Unidos hoy y será la posición de los Estados Unidos cuando se acometan las negociaciones para un acuerdo de paz definitivo".
Esta nueva declaración fue considerada un triunfo para Abbas, dado que muchos comentaristas apreciaron la contradicción que suponía con la carta del 14 de abril de 2004. La administración Bush no hizo intento alguno por aclarar las aparentes discrepancias entre ambas declaraciones.

### Violencia
La Segunda Intifada continuó durante todo 2004 y se fue apagando lentamente a lo largo de 2005. En 2004, la mayoría de las víctimas mortales israelíes fallecieron tras seis ataques con bomba en el interior de Israel. El ejército israelí invadió y asedió el sur de Gaza en mayo en lo que bautizó como Operación Arcoíris, invadió y asedió durante 37 días de verano la localidad de Beit Hanoun, en el norte de la Franja de Gaza, y volvió a invadir esa zona del 29 de septiembre al 16 de octubre en una operación bautizada Días de Penitencia. 

## Reforma de las administraciones palestinas

### Bush pide nuevos líderes palestinos
La idea subyacente de la Hoja de Ruta para la Paz era el concepto de George Bush de que el terrorismo palestino era el principal obstáculo para la consecución de un acuerdo de paz, de que la Autoridad Nacional Palestina estaba patrocinando el terrorismo y de que el desmantelamiento de toda la cúpula palestina era un prerrequisito para la creación de un Estado de Palestina. En un discurso enunciado el 24 de junio de 2002, Bush declaró:
"La paz requiere un liderazgo palestino nuevo y diferente para que pueda nacer un Estado de Palestina". Llamo al pueblo palestino a elegir a nuevos líderes, líderes que no estén comprometidos con el terrorismo. (...) Y cuando el pueblo palestino tenga nuevos líderes, nuevas instituciones y nuevos acuerdos de seguridad con sus vecinos, los Estados de Unidos de América apoyarán la creación de un Estado de Palestina cuyas fronteras y ciertos aspectos de su soberanía serán provisionales hasta que se llegue a un acuerdo final en Oriente Medio. (...) Hoy, las autoridades palestinas están animando a y no luchando contra el terrorismo. (...) La Autoridad Nacional Palestina ha rechazado vuestra oferta (la israelí) y ha negociado con terroristas". 
Israel estuvo de acuerdo con esta idea, y quería expulsar a Arafat de Palestina, pero Estados Unidos se opuso a la medida. En cambio, propusieron la creación del cargo de primer ministro palestino. En octubre de 2003, el gobierno estadounidense declaró que "Arafat es el principal obstáculo para cualquier progreso en el proceso de paz de Oriente Medio". El primer ministro Sharon afirmó que no habría esperanza alguna de un acuerdo "mientras Arafat esté por aquí", aunque consideraba que la expulsión del líder palestino no sería buena para Israel.

### Creación del cargo de Primer Ministro
Aunque el presidente palestino Yaser Arafat había llevado a cabo significativas reformas desde mayo de 2002, el proceso de cambio se había estancado en marzo de 2003 debido tanto a las medidas israelíes como a factores políticos internos. En marzo de 2003, Arafat nominó a Mahmoud Abbas para el cargo de Primer Ministro de Palestina. El 29 de abril, el parlamento palestino aprobó el nombramiento del Primer Ministro y de su nuevo gobierno. Sin embargo, el nuevo gobierno se vio paralizado por el estallido de una lucha de poder entre Abbas y Arafat, así como entre el primero y algunos miembros de la vieja guardia del liderazgo palestino. Mahmoud Abbas se encontraba en una posición de inferioridad debido a que no supo responder a los israelíes, que se habían negado a liberar prisioneros y continuaban ocupando las ciudades palestinas, construyendo asentamientos en territorio ocupado, realizando asesinatos selectivos e incursiones y gestionando puestos de control en territorio palestino. Abbas dimitió en septiembre de 2003, pero tampoco su sucesor, Ahmed Qurei (también conocido como Abu Alaa), consiguió llevar a cabo las reformas necesarias. Un grupo de trabajo internacional llegó a la conclusión de que solo unas elecciones generales podían transformar el sistema político, pero este tipo de elecciones resultaría imposible bajo la continuada ocupación israelí. Tras la muerte de Yaser Arafat en noviembre de 2004, Abbas se convirtió en el segundo Presidente de Palestina.

### La Autoridad Nacional Palestina e Israel frente al terrorismo
Los Acuerdos de Oslo supusieron el nacimiento de la Autoridad Nacional Palestina (ANP), cuyo funcionamiento quedaba detallado en este tratado. La ANP tenía el deber de combatir el terrorismo palestino, pero sus fuerzas de seguridad tenían prohibido acceder al 60% de Cisjordania, en la conocida como Área C, donde Israel tiene una responsabilidad exclusiva sobre asuntos de seguridad. Además, las fuerzas palestinas ni siquiera podían moverse libremente entre todas las zonas bajo control palestino, dado que estas se encuentran dispersas en más de 160 enclaves rodeados por la propia Área C. Sin embargo, Israel hizo responsable de los ataques terroristas a la Autoridad Nacional Palestina y, en especial, al presidente Yaser Arafat, incluso aunque la mayoría de estos fueron realizados por grupos que no estaban relacionados con él. Tras dos atentados suicidas de Hamás ejecutados en Israel y en Jerusalén, el gabinete de seguridad israelí declaró: "Israel actuará para eliminar este obstáculo (Arafat) de la manera, en el momento y del modo que se decida".
Israel se negó en principio a aceptar altos el fuego de grupos palestinos alegando que "Israel solo trata con la Autoridad Nacional Palestina" y que "Los israelíes no tratan con esas organizaciones terroristas", por lo que mantuvo su política de asesinatos selectivos. En cambio, Israel reaccionaba a los atentados terroristas atacando a las fuerzas de seguridad palestinas y a sus infraestructuras.
Cuando comenzó la Segunda Intifada, Israel pasó a destruir sistemáticamente las oficinas de los servicios de seguridad palestinos, hasta el punto de que cerca del 90% de los mismos estaban arrasados en 2003. Tres cuartas partes de los policías palestinos fueron encerrados en campos de detención y otros muchos asesinados. Los ataques israelíes se concentraron principalmente en las fuerzas de seguridad palestinas incluso aunque Hamás fuese la organización responsable de los atentados y los tiroteos. En marzo de 2002, en el contexto de la operación Escudo Defensivo, Israel sitió la Muqataa, el complejo presidencial de Yaser Arafat, y la mantuvo bajo asedio durante todo 2003 y 2004, hasta que Arafat murió de una manera misteriosa. 
Con la destrucción de cientos de oficinas de la Autoridad Nacional Palestina, incluidas las del Ministerio de Educación y el Ministerio de Sanidad, así como de su equipamiento, ordenadores y ficheros, el ejército israelí eliminó bancos de datos públicos para, según la periodista israelí Amira Hass, supuestamente destruir las instituciones civiles palestinas y sabotear el objetivo palestino de independencia en los años venideros.

## Expansión de los asentamientos israelíes

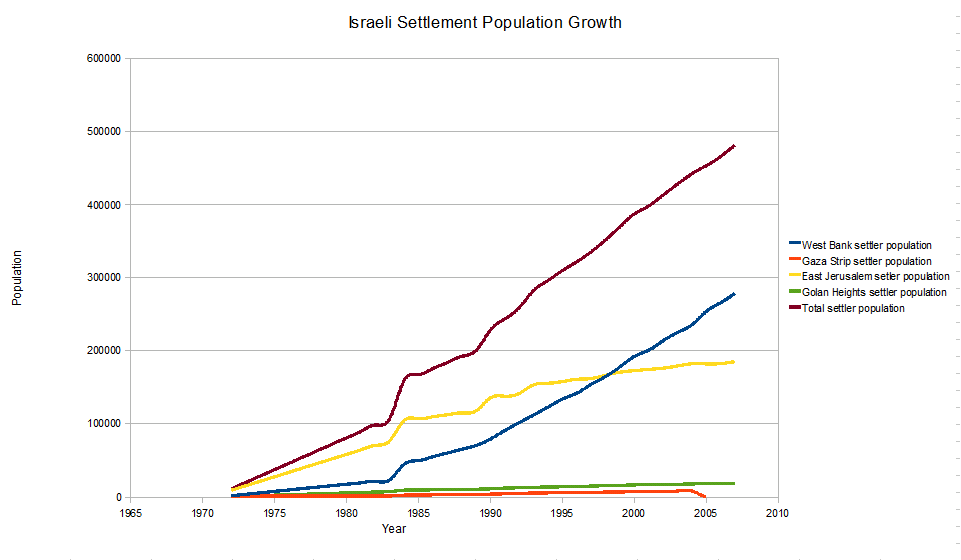
Crecimiento de la población de los asentamientos israelíes por sectores: azul en Cisjordania, naranja en la Franja de Gaza, amarillo en Jerusalén Este, verde en los Altos del Golán y morado para las cifras globales.

Israel no se retiró nunca a las posiciones del 28 de septiembre de 2000, un requisito clave de la Fase I de la Hoja de Ruta para la Paz. En lugar de eso, instauró numerosos cortes de carreteras, montículos de tierra y puestos de control para impedir en gran medida el movimiento de los palestinos, además de hacer prácticamente imposibles los viajes entre Cisjordania y la Franja de Gaza. Según Israel, dado que los palestinos no habían cumplido con su obligación de acabar con la violencia, ellos no se veían comprometidos a retirarse. 
Israel tampoco paralizó la expansión de los asentamientos ni desmanteló los asentamientos ilegales construidos desde 2001, lo cual constituía otra exigencia de la Hoja de Ruta. De hecho, el número de colonos israelíes en territorio ocupado palestino continuó creciendo a un alto ritmo, incluso durante la Segunda Intifada. Del año 2000 al 2004, el número de colonos en Cisjordania (incluida Jerusalén Este) creció en más de 50.000 personas. De 2004 a 2008, la población judía en los asentamientos aumentó en otros 70.000 habitantes. Sin embargo, las nuevas construcciones en asentamientos entre 2004 y 2008 se limitaron a 6.868 viviendas. 
Además, Israel continuó confiscando terrenos palestinos y anexionándoselos mediante el muro israelí de separación. A pesar de un veredicto de la Corte Internacional de Justicia que declara la barrera ilegal allá donde se aleja de la Línea Verde, Israel decidió construir el muro hasta 22 kilómetros en el interior de Cisjordania, al este de Ariel y de otros grandes bloques de asentamientos. Por otro lado, más de 1.500 hogares palestinos fueron demolidos a lo largo y ancho de los territorios ocupados mientras se denegaba prácticamente toda nueva construcción palestina.